# Токугава Нариаки
Токугава Нариаки (徳川 斉昭, 4. април 1800 — 29. септембар 1860) био је јапански даимјо који је владао области Мито (сада префектура Ибараки) и активан политичар током краја Едо периода.

## Биографија

### Вођа клана
Нариаки је био трећи син Токугаве Харутошија, седме генерације даимјоа области Мито кога је наследио старији Нариакин брат пре него што је вођство, 1829. године, коначно прешло у његове руке.
Нариаки је био један од лидера који су подржавали Соно џои покрет као и саветник шогуната по питањима националне одбране.

### Званичник шогуната
Нариаки је био задужен за одбрану Јапана од стране иностраних земаља који су својим деловањем обарали излоациону (сакоку) политику. Сматрао је да шогунат треба да ојача своју војску и сукоби се странцима који повређују територијални простор Јапана, што се тада косило са мишљењем Ии Наосукеа. Нариаки је подржавао цара и залагао се за рестаурацију царског режима. Остао је запамћен и као особа која је проширила школу Митогаку коју је основао Токугава Мицукуни. Написао је документ „Јапан, одбаци западњаке“ 1853. године и у њему изнео десет разлога зашто би Јапан требало да остане изолован од остатка света. Говорио је да Јапанци имају избор између рата и мира али ако се странци уплету у послове Јапана, земља треба да изабере рат.
Нариаки и Наосуке су се директно сукобили у мишљењима ко би требало да наследи шогуна Ијесаду с тим што је Нариаки фаворизовао свог сина Јошинобуа док је Наосуке тражио да то буде Токугава Ијемочи.

### Заоставштина
Године 1841, Наријаки је изградио башту Каираку, познату по лепоти која је и дан данас сачувана. Три године касније (1844) повлачи се и место даимјоа препушта сину Јошиацуу. Од срчаног удара умире 1860. у својој 60 години.
Троје његових синова држало је високе позиције пред крај Едо периода. Јошинобу је постао петнаести и последњи шогун Јапана, Јошиацу је био даимјо области Мито, а Икеда Јошинори вођа провинције Инаба (област Тотори).

## Породица
- Отац: Токугава Харутоши
- Жена: Арисугава Јошико (1804–1893)
- Деца:
  - Токугава Јошинобу
  - Токугава Акитаке
  - Мацудаира Акикуни
  - Мацудаира Јоријуки
  - Мацудаира Тадаказу
  - Икеда Мочимаса
  - Икеда Јошинари
  - Кицурегава Цунауџи
  - Токугава Садако
  - Мацудаира Такеакира
  - Цучија Шигенао
  - Мацудаира Наојоши
  - Токугава Јошиацу
  - Мацудаира Нобунори

## Дела
Постхумно објављена:
- Кодокан ки (弘道館記 Kōdōkan ki) (1937).
- Меикун ипаншо (明君一斑抄 Meikun ippanshō) (1910–1911).